# アトランチスの謎
『アトランチスの謎』（アトランチスのなぞ）は、1986年に日本のサン電子（サンソフトブランド）が開発・発売したファミリーコンピュータ用横スクロールアクションゲーム。『よみがえる帝国アトランチスの謎』とも表記されるが、本稿ではパッケージ及びバーチャルコンソールの表記に倣う。
「海峡の西方にあったが神罰によって一日一夜のうちに海底に沈没したといわれる伝説上の楽土『アトランチス』が突如として隆起。この島を舞台に主人公である『ウィン』を操作し、最終面にて囚われている彼の師匠を助け出す」がゲーム内容である。
2001年以来、様々な機種で移植版が販売または配信されている。詳細は#移植版を参照。

## ゲーム内容

### 主人公ウィンの目的
横視点・横スクロールのアクションゲーム。左右へ任意にスクロールできる。プレイヤーである主人公「ウィン（Win）」は、1st ZONE（1面）からスタートし、襲い来る敵を小型爆弾「ボン」で倒しつつ、ゾーン間移動を繰り返しながらFINAL ZONE（最終面）にいる彼の師匠を助けに行くという目的である。
ゾーン間の移動は基本的にフィールド上にある扉の出入りによって他のゾーンにワープすることで行われる。面クリアのタイプであるが、ひとゾーンずつ順番に100面分クリアしていくわけではなく、むしろ飛び番と移動することが多いシステムであり（ちなみに4面から5面へは行けず、5面から6面へも行けない）、1つのゾーンに複数の扉が設定されていることもある。
基本的に面数の大きいゾーンの方が難易度が高い。場所によっては易しいゾーンからいきなり難しいゾーンへとワープすることもあり、その逆もある。ゾーンの道中では常に時間制限があり、画面下中央にタイマー表示、ゾーンスタート時999からカウントダウンされている。時間内に次のゾーンに行けないとタイムアウト（タイマー表示が"OUT"となり「石化」ミス）となる。残りタイムボーナスは一切無いが、ゾーンが変わる度に999にリセットされる。
ウィンが敵や敵の攻撃に当たる・穴に落ちる・タイムアウト・ボン自爆（自身の放ったボンの爆風に当たること）で完全に画面外に消えるとミスとなり、ウィンを1人失う。ウィンを全て失うとゲームオーバーとなる。なおゲームオーバー時には何のリアクションも発生しない。

### アイテム
ゾーンの特定の場所には、ウィンの助けになるアイテムが多数存在する。取った時点で効力を発し、基本的にプレイヤーミス（敵に触れる(以下A)、タイムアウト(以下B)、敵の攻撃に当たる(以下C)、ボン自爆(以下D)、穴に落ちる(以下E)）で効力を失うが、アイテムによってそれぞれに消失条件が設定されている。またゾーンスタート時の画面で現在所持しているアイテムの一覧が表示される。
下表にアイテムの一覧を示す。
| 名称   | 効果                                                                          | 効果消失条件                                                                 |
| ------ | ----------------------------------------------------------------------------- | ---------------------------------------------------------------------------- |
| 電球   | 暗闇のゾーンでボンの爆発と同時に、地形を一瞬だけ明るく照らす                  | ボン自爆(D)と同時 （隠し扉に入ってミスとならない場合でも消失する）           |
| 靴     | ウィンが雲の上を歩けるようになる                                              | 敵の攻撃に当たった時(C)                                                      |
| S      | ボン爆発すると画面上の全敵にそのダメージを与えられる                          | ミスした時(A～E全て)                                                         |
| ↑      | 方向キーの上を押すごとに3点得点加算される（「2」アイテム所持で倍の6点が加算） | 敵の攻撃に当たった時(C)                                                      |
| 2      | 宝箱、敵、「↑」アイテムの得点が全て2倍になる                                  | タイムアウトになった時(B)                                                    |
| 時計   | 残り時間の減少スピードが遅くなる                                              | 石化ミス(敵に触れる(A)･タイムアウト(B))になった場合                          |
| マイク | IIコントローラーのマイクにて音声入力すると画面上の敵の動きが止まる            | ミスした時(A～E全て)                                                         |
| ☆      | ウィンが無敵になり、敵や敵の攻撃に当たってもやられない                        | 穴に落ちた時・タイムアウトになった時・ボン自爆してワープしなかった時 (B･D･E) |

### 特徴
ゾーン間移動（自爆ワープ）
ゾーンとゾーンの移動は、前述のとおりフィールド上にある扉の出入りによって他のゾーンにワープすることが主である。開いている扉にはそのまま入ることが出来るが、閉じている扉に入るにはその扉を一旦ボンで爆発させて開いた状態にする必要がある。
隠し要素として、何も無い空間にボンを爆発させることにより現れる隠し扉がある。また、特定の穴に落ちたり、特定の場所でボン自爆したり、特定の空間に向かってジャンプしたりすると、突然に別のゾーンへとワープするという現象が発生する。ボン自爆とは、ボンの爆風にウィンが触れて落下しても、完全に画面外に消えるまではミスにならないことを利用したテクニック。これにより通常入ることの出来ない扉に入れたり、全く別のゾーンにワープしたりすることが出来る。ただしボン自爆を行うと、その時点で「電球」のアイテムを失ってしまう。特殊なワープとして、69面のある場所で下ボタンを連打することで86面にワープするものがある。
宝箱
ゾーンのいたるところに設置されている宝箱。ウィンが取ると最低1点から最高100万点の得点が加算される。得点は宝箱によってあらかじめ決められており、ロールプレイングゲームとは違ってアイテムは入っていない。「2」アイテムを持っていると得点が2倍になる。
全部で200個あり、ゲームオーバー時にこれまで取得した宝箱の数が表示される。しかし、通常のプレイでは行くことの出来ないゾーンがあるため、裏技を使わない限り全て取ることはできない。
前述のとおり、10万点毎にウィンが1人追加され、20万点以上の宝箱を取った時には、（宝箱の得点÷10万に「2」アイテムがあれば2倍）人分だけウィンが追加される。ただし、100万点の宝箱を取った場合は例外でウィンの追加はない。
NAGOYA（ナゴヤ）
20th ZONEを進んで行くと、モアイ像が3体並んでおり「KEYWORD-NAGOYA-」（キーワード：ナゴヤ）と文字が表示されている。ここでボンをそれぞれ7回・5回・8回爆発させる（「NAGOYA」にちなんだ行動）をすると、FINAL ZONEへとワープする。このときに移動できる面は通常のFINAL ZONE（最終面）とは雰囲気が異なるため、「裏FINAL ZONE」（もしくは「隠れFINAL ZONE」）といわれる。中央には悪魔ザヴィーラの像があり、ウィンがそこを通過すると400万点もの大量ボーナスが獲得できる（「2」アイテム所持で倍の800万点が得られる）。
なお、オリジナル版発売当時、このキーワードをハガキに書いてサン電子まで送ると、抽選でパッケージイラストが描かれたタオルがプレゼントされるキャンペーンを行っていた。
スタッフの名前が記された面
26thZONEは空中にスタッフの名前が記されている。その内容はこの記事内の「スタッフ」を参照。
ブラックホール
ブラックホールとは42th ZONE（42面、42は「死に」とも読める）に存在する恐怖のゾーンの呼称。フィールドは真っ黒で入り口の閉じた扉以外何も無く、「BLACK HOLE!」の文字をバックにウィンはその空間を落下していくだけである。着地できる足場が一切なく、穴落下扱いとして確実にミスになるため、プレイ時にこのゾーンに入った場合はその時点でゲームオーバーが事実上確定するという変わった内容であった。
なおBGMは無く、ゾーン開始直後に死亡時のSEが１回だけ鳴らされる。
このゾーンへの入り口は指定されているが、これ以外にも、例えばZONE XXの途中でZONE YYに行き、またZONE XXに戻り経路を逆戻りした時に、通常ボンで開けられない場所に入り口が出現し、ブラックホールへとつながっている場合がある。（34th ZONE(34面)など、複数ZONEからの出口が1つの扉に繋がっているケースで見られる）
激しく明滅する背景
57th ZONE（57面）および94th ZONE（94面）の背景は常時明滅している。57面は緑の明滅、94面は赤の明滅である。
ポケモンショックを機会に広く知られるようになった光過敏性発作に対する配慮のため、後年に移植されたプレイステーション版、Windows版では明滅表現がカットされており、ただ一色のみの背景になっている。
使われていないゾーン
55th ZONE（55面）、59th ZONE（59面）、84th ZONE（84面）の3つの面は通常プレイできる面との繋がりを持たず、裏技なしで行くことは不可能である(なお、55面は59面と繋がっており、相互に行き来可能)。実際には59th ZONE（59面）への隠し扉自体は存在するが、それはブロックのかたまりの中に埋まったような場所にあるため出現させることは出来ない（「閉じた扉」の判定であるため自爆ワープで入ることも不可能）。
敵が見えなくなるゾーン
本作の特徴の一つである暗闇ゾーンは、足場や扉は暗くて見えなくなるが、主人公と敵キャラクター、それに宝箱は通常通り視認できる。実は敵キャラクターも暗く視認しにくいように設定できる機能がプログラムに組み込まれていたことが判明している。しかし、足場も敵も見えない状態ではあまりに難易度が高くなってしまうためか、実際にこの機能が適用されることはなかった。
FINAL ZONE（最終面）
本作の最終到達地点。魔王ザヴィーラの本拠であり、ウィンの師匠が囚われているゾーン。最終面に相応しく高難易度を誇る。フィールド上にあるダイヤモンドを取ればザヴィーラの攻撃は止み、師匠は解放されてゲームの実質的なクリアとなる。しかし、スタッフクレジットなどは存在せず、解放された師匠がその場で笑い始めるのみである（26面にはスタッフクレジットと思しきものはあるが、最終面からはかなり遠い）。クリア後もウィンの操作は可能であり、特に終わりが設けられていない。ちなみにダイヤモンドを取ると、99面の中に6面へ通じる扉が出現する（ダイヤモンド取得前は、この場所にボムの爆風を当てても扉は出現しない）
これらのあまりにシュールな内容により、当時、プレイヤーの間では「真のエンディングが存在する」「101面以降が存在する」「1面に戻ると師匠が待っている」といわれていた。現在ではこれらはプログラム上存在しないことが判明している。
なお、前述の「NAGOYA」で到達できるFINAL ZONEとは壁で遮断されている為往き来は出来ないが、プログラムデータ上では同一のステージとして扱われている。
アトランチスの“謎”
本作のタイトルである『アトランチスの謎』だが、基本的にウィンの目的は彼の師匠を救うことだけであり、その“謎”についてはゲーム中で特に触れられてはいない。

### その他
通常プレイの他、特定コマンド入力によりステージセレクトを行うことや無敵状態になることができ、残機の減らないフリープレーなどもある。

## 設定

### ストーリー
南大西洋上のとある地点に突如として地殻変動が起こり、巨大な島が隆起し始めた。
それから数年後、この島を調査する為に数多くの冒険者・探検家が訪れたが、誰一人無事に帰る者はいなかった。程なく人々はこの島を「アトランチス」と呼んで、恐怖のあまりそこを訪れる者は誰もいなかった。
主人公である「ウィン」は、半人前の冒険家でありながら「アトランチス」探険に挑戦する。事の起こりは彼の師匠がアトランチスで、実に半年もの間行方不明になっていたことによる。訓練を十分積んだウィンは、その師匠が発明した小型爆弾「ボン」を携え、一人アトランチスへ旅立つのであった。
だがそこには、古代帝国の復活を狙う悪の帝王「ザヴィーラ」が待ち受けているのであった。

### ステージ構成
ステージ（面）はゾーン（ZONE）と呼ばれ、そのフィールドはゾーン毎に平原・洞窟・空中・遺跡・神殿（とその内部）などを背景としており、1st - 99th、FINAL、裏FINALの全101ゾーンで構成されている。舞台はアトランチスでありながら、モアイ像やピラミッドが背景に登場する。
中には、暗闇に覆われてどのような地形になっているのか見えない暗闇ゾーンや、床が滑って操作がしにくい氷のゾーン、入った時点でゲームオーバーが確定する死のゾーン（前述の「ブラックホール」）があるほか、ゲームデータには存在するもののステージを選択できる裏技を使わないと進めないゾーンも存在する。

## キャラクター

### メインキャラクター
ウィン
プレイヤーが操作するキャラクターで本作の主人公。探険家のいでたちをしている。半年前にアトランチスで行方不明となった師匠を探すべく、単身アトランチスに乗り込む。武器は小型爆弾エテルナル・ダイナマイトの「ボン（BOM）」。探険家としての修練を十分に積んでいる。なお、敵に触れると魔力で瞬時に石化し落下する。
スタート時の持ち人数は7人で、得点が10万点毎に音が鳴り、ウィンの持ち人数が1人追加される（最大9人まで）。
師匠
ウィンの師匠で「ボン」を開発した人物。半年前にアトランチスに探険に行ったまま行方不明となる。グラフィックは『いっき』の主人公ごんべを流用している。

### 敵キャラクター
ウィンの行く手を阻む敵は、基本的にボンの爆風に巻き込むことにより倒すことが出来る。得点は倒した時で、「2」アイテムを持っていると得点が2倍になる。ボンは基本的に地面に着地した状態でなければ（＝空中では）爆発しないため、空中にいる敵は一部（＝当てるだけで倒せる敵）を除き「S」アイテムが無ければ倒すのが困難である。
| 名称                   | 形態     | 特徴 | 最大同時出現数 | 得点 |
| ---------------------- | -------- | --- | -------------- | ---- |
| バタバット             | 蝙蝠     | 水平方向に飛行し、その高さはさまざまである。高いところを飛んでいる場合は、フンを落下してくる。フンに当たるとミスとなる。 | 2匹            | 50   |
| ヴォンチャー           | ヤドカリ | ウィンのボン投げに反応し、殻に閉じこもる。その間はウィンが触れても死ぬことは無いが、「S」アイテムでも倒すことができず、無敵状態となる。殻の中に入っている状態から、もう一度ボンを重ねた場合は、そのボンに反応せずに殻から出てくるため、そのとき倒すことができる。 | 4匹            | 30   |
| ビストン               | 芋虫     | 芋虫のように、くねくねと体を動かしながら、地上を比較的速い速度で移動。 | 4匹            | 20   |
| ギラン                 | 魚       | 画面下から放物線を描いて飛んでくる。ボンをぶつけるだけでも倒せる。 | 3匹            | 30   |
| オーヨー               | 鋏虫     | 動かない。ダギーラと一緒に出現する面が多い。 | 2匹            | 10   |
| ダギーラ               | ミイラ   | ウィンに対してゆっくり近づいてくる。耐久力があり、ボンの爆風を3回浴びせると倒せる。自分より低い床の段差まで来ると連続で火球を吐射してくる。 | 3体            | 100  |
| ジャック・ビー         | 蜂       | ウィンに向かってゆっくり飛んでくる。ボンをぶつけるだけでも倒せる。 | 4匹            | 10   |
| ザバーン               | 半魚人   | 画面下から飛び上がり、魚状のミサイルを1回吐射して画面下に戻る。飛び上がっている間は「S」アイテムを所持していてもボン爆発で倒せない。 | 2匹            | 100  |
| ネバップ               | スライム | 床を進み、自分の位置より低い段差まで来ると天井へ移動する。上下ともにこれ以上足場が存在しない位置までくると上下を高速で移動し、通過をするのが非常に困難になる厄介な存在。                                                                                          | 4匹            | 20   |
| ガイボーン             | 骸骨     | 突如地中より出現。ボンの爆風を浴びせるとバラバラになる。残りタイムの下2桁が00になると同時にジャンプをする。ジャンプ中は「S」アイテムを所持していてもボン爆発で倒せない。                                                                                          | 4体            | 50   |
| ゼム・ズロ・ザヴィーラ | 悪魔     | アトランチスを支配する悪魔。FINAL ZONEのみ登場する。ウィンに向けて連続で火球を撃ってくる。ボンで倒すことは出来ない。 | －             | －   |

## 移植版
| No. | タイトル                                             | 発売日                     | 対応機種                                                                  | 開発元     | 発売元             | メディア                              | 型式       | 備考                                                                                | 出典        |
| --- | ---------------------------------------------------- | -------------------------- | ------------------------------------------------------------------------- | ---------- | ------------------ | ------------------------------------- | ---------- | ----------------------------------------------------------------------------------- | ----------- |
| 1   | Ultra2000シリーズ サンソフトクラシックゲームズ Vol.1 | 2001年6月29日              | Windows                                                                   | サンソフト | メディアカイト     | CD-ROM                                | -          | 『スーパーアラビアン』、『マドゥーラの翼』とのカップリング                          |             |
| 2   | メモリアル☆シリーズSUNSOFT Vol.2                     | 2001年12月6日              | PlayStation                                                               | サンソフト | サンソフト         | CD-ROM                                | SLPS-03181 | 『ルート16ターボ』とのカップリング                                                  |             |
| 3   | 遊遊 サンソフト傑作選                                | 2004年7月2日               | Windows                                                                   | サンソフト | メディアカイト     | CD-ROM                                | -          | 『スーパーアラビアン』、『マドゥーラの翼』とのカップリング                          |             |
| 4   | メモリアル☆シリーズSUNSOFT Vol.2                     | 2007年8月30日              | PlayStation 3 PlayStation Portable PlayStation Vita (PlayStation Network) | サンソフト | サンソフト         | ダウンロード （ゲームアーカイブス）   | -          | 『ルート16ターボ』とのカップリング                                                  |             |
| 5   | アトランチスの謎                                     | 2008年12月2日              | Wii                                                                       | サンソフト | サンソフト         | ダウンロード （バーチャルコンソール） | -          |                                                                                     | [ 7 ] [ 8 ] |
| 6   | アトランチスの謎                                     | 2010年5月11日              | Windows                                                                   | サンソフト | D4エンタープライズ | ダウンロード （プロジェクトEGG）      | -          |                                                                                     | [ 9 ]       |
| 7   | アトランチスの謎                                     | 2013年10月2日              | ニンテンドー3DS                                                           | サンソフト | サンソフト         | ダウンロード （バーチャルコンソール） | -          |                                                                                     | [ 10 ]      |
| 8   | アトランチスの謎                                     | 2015年4月22日              | Wii U                                                                     | サンソフト | サンソフト         | ダウンロード （バーチャルコンソール） | -          |                                                                                     | [ 11 ]      |
| 9   | アトランチスの謎                                     | 2016年11月10日             | ニンテンドークラシックミニ ファミリーコンピュータ                         | 任天堂     | 任天堂             | 内蔵ゲーム                            | -          |                                                                                     |             |
| 10  | ファミリーコンピュータ Nintendo Switch Online        | 2020年2月19日 2024年7月4日 | Nintendo Switch                                                           | 任天堂     | 任天堂             | ダウンロード                          | -          | 海外でも国内版が配信されている 海外版タイトル『Super Pitfall II』は当時未発売だった |             |

## 開発
本作は当時人気があった同機種のアクションゲーム『スーパーマリオブラザーズ』（1985年）を超えることを目的に開発されており、開発スタッフの中には「スーパーマリオを超えた」と明言した者がいたといわれる（ステージ数は『スーパーマリオブラザーズ』を超えている）。当時の広告では「待ちに待った超ウルトラ・アドベンチャーゲーム!!」のキャッチコピーが据えられた。基本動作のジャンプが難しく、先述のブラックホールに代表される理不尽な仕様があることから、いわゆる「無理ゲー」に分類される。また、本作はポニカから発売された『スーパーピットフォール』（1986年）の続編『スーパーピットフォールII』のタイトルで1989年にサンソフト制作Activision販売で発売される予定だったが、諸事情で中止となった。

## 音楽
サウンドトラック
- 『ファミコン 20TH アニバーサリー オリジナル・サウンド・トラックス VOL.3』
2004年4月21日、サイトロン・デジタルコンテンツより発売されたCD内の一作品として収録されている[14]。

## スタッフ
- MY
- MASA.N（野村雅仁）：プログラマー
- ZACO
- TOM
- ASSHI!（酒井敦史）：プログラマー[15]
- NM（諸田直久）
- -A.T-（竹内昭人）：ゲームデザイン[16]、メインプログラマー[17]
- MT（寺尾昌洋）
- HIDE
- HIRO（東谷浩明）
- MF（ふりはたまさしげ）
- KEITO
- 1G-GTEU
- NAO（小高直樹）
- OKITA
- KOMA（こまだよしあき）
- AKIRA
- YW
- GORO
- YOSHI

## 評価
| 項目 | キャラクタ | 音楽 | 操作性 | 熱中度 | お買得度 | オリジナリティ | 総合  |
| 得点 | 3.17       | 3.11 | 2.81   | 3.00   | 2.78     | 3.07           | 17.94 |

ゲーム誌『ファミリーコンピュータMagazine』の読者投票による「ゲーム通信簿」での評価は別記の通り17.94点（満30点）となっている。

## 小説
アトランチスの謎 復活のザヴィーラ
著者は加納京太、イラストはmasakiが担当。桜ノ杜ぶんこ（一二三書房）より2013年8月5日発売。ISBN 978-4891991913
原作ゲームの後日談で、再び復活したアトランチスにウィンが仲間達と共に挑む内容。